# A Is for Accident
A Is for Accident è una raccolta di brani eseguiti dal vivo dal duo statunitense The Dresden Dolls. Tutte le canzoni sono state scritte da Amanda Palmer, ad eccezione di "Stand By Your Man" composta da Tammy Wynette.

## Tracce
1. "Missed Me" (Live album Demo) – 4:49
2. "Coin-Operated Boy" (Live at TT's) – 5:47
3. "The Time Has Come" (Live at the Milky Way) – 2:45
4. "Mrs. O" (Live at Luxx) – 4:35
5. "Christopher Lydon" (Live at Sanders Theater) – 5:28
6. "Glass Slipper" (Live at TT's) – 7:39
7. "Thirty Whacks" (Live on WBRS) – 4:54
8. "Bank of Boston Beauty Queen" (Live on WMBR) – 5:46
9. "Will" (album outtake - B.C. Studio) – 5:09
10. "Truce" (Live album Demo) – 8:03
11. "Stand By Your Man" (Live at the Lizard Lounge) – 3:22

## Formazione
- Amanda Palmer - voce, piano
- Brian Viglione - batteria, chitarra